# Liste des acteurs des films Harry Potter

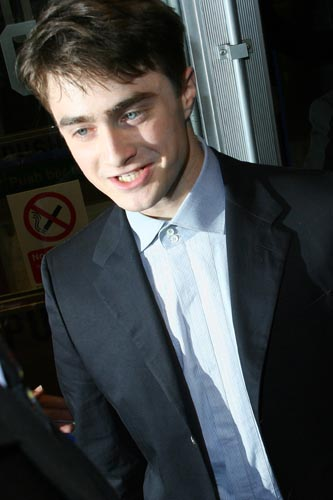
Daniel Radcliffe (Harry Potter) à l'avant-première de December Boys. Londres, 2007.

La liste suivante est une liste des acteurs et actrices des films Harry Potter.

## Acteurs principaux et secondaires
Légende
  B : bébé : les triplés Saunders ont joué le rôle de Harry Potter lorsqu'il était bébé.
  A : adolescent : indique que l'acteur a joué un personnage lorsqu'il était adolescent.
  J : jeune : indique que l'acteur a joué un personnage lorsqu'il était plus jeune ou dans un flashback.
  V : voix : indique que l'acteur a uniquement prêté sa voix au personnage.
  F : indique que l'acteur apparaît dans le film mais dans une scène qu'il a jouée dans un film antérieur.
| Personnage                                      | Films Harry Potter             | Films Harry Potter         | Films Harry Potter          | Films Harry Potter     | Films Harry Potter     | Films Harry Potter                      | Films Harry Potter                 |
| Personnage                                      | École des sorciers (2001)      | Chambre des secrets (2002) | Prisonnier d'Azkaban (2004) | Coupe de feu (2005)    | Ordre du Phénix (2007) | Prince de sang-mêlé (2009)              | Reliques de la Mort (2010 et 2011) |
| Principaux personnages                          | Principaux personnages         | Principaux personnages     | Principaux personnages      | Principaux personnages | Principaux personnages | Principaux personnages                  | Principaux personnages             |
| ----------------------------------------------- | ------------------------------ | -------------------------- | --------------------------- | ---------------------- | ---------------------- | --------------------------------------- | ---------------------------------- |
| Harry Potter                                    | Daniel Radcliffe               | Daniel Radcliffe           | Daniel Radcliffe            | Daniel Radcliffe       | Daniel Radcliffe       | Daniel Radcliffe                        | Daniel Radcliffe                   |
| Ron Weasley                                     | Rupert Grint                   | Rupert Grint               | Rupert Grint                | Rupert Grint           | Rupert Grint           | Rupert Grint                            | Rupert Grint                       |
| Hermione Granger                                | Emma Watson                    | Emma Watson                | Emma Watson                 | Emma Watson            | Emma Watson            | Emma Watson                             | Emma Watson                        |
| Personnel de Poudlard (humains)                 |                                |                            |                             |                        |                        |                                         |                                    |
| Rolanda Bibine                                  | Zoë Wanamaker                  |                            |                             |                        |                        |                                         |                                    |
| Charity Burbage                                 |                                |                            |                             |                        |                        |                                         | Carolyn Pickles                    |
| Pomona Chourave                                 |                                | Miriam Margolyes           |                             |                        |                        |                                         | Miriam Margolyes                   |
| Armando Dippet                                  |                                | Alfred Burke               |                             |                        |                        |                                         |                                    |
| Albus Dumbledore                                | Richard Harris                 | Richard Harris             | Michael Gambon              | Michael Gambon         | Michael Gambon         | Michael Gambon                          | Michael Gambon                     |
| Filius Flitwick                                 | Warwick Davis                  | Warwick Davis              | Warwick Davis               | Warwick Davis          | Warwick Davis          | Warwick Davis                           | Warwick Davis                      |
| Wilhelmina Gobe-Planche                         |                                |                            |                             |                        | Apple Brook            |                                         |                                    |
| Rubeus Hagrid                                   | Robbie Coltrane                | Robbie Coltrane            | Robbie Coltrane             | Robbie Coltrane        | Robbie Coltrane        | Robbie Coltrane                         | Robbie Coltrane                    |
| Gilderoy Lockhart                               |                                | Kenneth Branagh            |                             |                        |                        |                                         |                                    |
| Minerva McGonagall                              | Maggie Smith                   | Maggie Smith               | Maggie Smith                | Maggie Smith           | Maggie Smith           | Maggie Smith                            | Maggie Smith                       |
| Irma Pince                                      |                                | Sally Mortemore            |                             |                        |                        |                                         |                                    |
| Poppy Pomfresh                                  |                                | Gemma Jones                |                             |                        |                        | Gemma Jones                             | Gemma Jones                        |
| Quirinus Quirrell                               | Ian Hart                       |                            |                             |                        |                        |                                         | Ian Hart[F]                        |
| Severus Rogue                                   | Alan Rickman                   | Alan Rickman               | Alan Rickman                | Alan Rickman           | Alan Rickman           | Alan Rickman                            | Alan Rickman                       |
| Argus Rusard                                    | David Bradley                  | David Bradley              | David Bradley               | David Bradley          | David Bradley          | David Bradley                           | David Bradley                      |
| Horace Slughorn                                 |                                |                            |                             |                        |                        | Jim Broadbent                           | Jim Broadbent                      |
| Sibylle Trelawney                               |                                |                            | Emma Thompson               |                        | Emma Thompson          |                                         | Emma Thompson                      |
| Personnel de Poudlard (non-humains et fantômes) |                                |                            |                             |                        |                        |                                         |                                    |
| Le Baron Sanglant                               | Terence Bayler                 |                            |                             |                        |                        |                                         |                                    |
| Sir Cadogan                                     |                                |                            | Paul Whitehouse             |                        |                        |                                         |                                    |
| Le Choixpeau Magique                            | Leslie Phillips[V]             | Leslie Phillips[V]         |                             |                        |                        |                                         |                                    |
| La Dame Grise                                   | Nina Young                     | Nina Young                 |                             |                        |                        |                                         | Kelly Macdonald                    |
| La Grosse Dame                                  | Elizabeth Spriggs              |                            | Dawn French                 |                        |                        |                                         |                                    |
| Mimi Geignarde                                  |                                | Shirley Henderson          |                             | Shirley Henderson      |                        |                                         |                                    |
| Le Moine Gras                                   | Simon Fischer-Becker           |                            |                             |                        |                        |                                         |                                    |
| Nick Quasi-Sans-Tête                            | John Cleese                    | John Cleese                |                             |                        |                        |                                         |                                    |
| Phineas Nigellus Black                          |                                |                            |                             |                        | John Atterbury         |                                         |                                    |
| Peeves                                          | Rik Mayall                     |                            |                             |                        |                        |                                         |                                    |
| Élèves de Poudlard                              |                                |                            |                             |                        |                        |                                         |                                    |
| Hannah Abbot                                    |                                | Charlotte Skeoch           |                             | Charlotte Skeoch       |                        |                                         |                                    |
| Marcus Belby                                    |                                |                            |                             |                        |                        | Robert Knox                             |                                    |
| Katie Bell                                      | Emily Dale                     | Emily Dale                 |                             |                        |                        | Georgina Leonidas                       | Georgina Leonidas                  |
| Susan Bones                                     | Eleanor Columbus               | Eleanor Columbus           |                             |                        |                        |                                         |                                    |
| Terry Boot                                      | Kevin Lee Yi                   |                            |                             |                        |                        |                                         |                                    |
| Miles Bletchley                                 |                                | David Churchyard           |                             |                        |                        |                                         |                                    |
| Lavande Brown                                   |                                |                            | Jennifer Smith              |                        |                        | Jessie Cave                             | Jessie Cave                        |
| Millicent Bulstrode                             |                                | Helen Stuart               |                             |                        |                        |                                         |                                    |
| Cho Chang                                       |                                |                            |                             | Katie Leung            | Katie Leung            | Katie Leung                             | Katie Leung                        |
| Vincent Crabbe                                  | Jamie Waylett                  | Jamie Waylett              | Jamie Waylett               | Jamie Waylett          | Jamie Waylett          | Jamie Waylett                           |                                    |
| Colin Creevey                                   |                                | Hugh Mitchell              |                             |                        |                        |                                         |                                    |
| Roger Davies                                    |                                |                            |                             | Henry Lloyd-Hughes     |                        |                                         |                                    |
| Pénélope Deauclaire                             |                                | Gemma Padley               |                             |                        |                        |                                         |                                    |
| Cedric Diggory                                  |                                |                            |                             | Robert Pattinson       | Robert Pattinson       |                                         |                                    |
| Olivier Dubois                                  | Sean Biggerstaff               | Sean Biggerstaff           |                             |                        |                        |                                         | Sean Biggerstaff                   |
| Justin Finch-Fletchley                          |                                | Edward Randell             |                             |                        |                        |                                         |                                    |
| Marcus Flint                                    | Jamie Yeates                   | Jamie Yeates               |                             |                        |                        |                                         |                                    |
| Seamus Finnigan                                 | Devon Murray                   | Devon Murray               | Devon Murray                | Devon Murray           | Devon Murray           | Devon Murray                            | Devon Murray                       |
| Gregory Goyle                                   | Joshua Herdman                 | Joshua Herdman             | Joshua Herdman              | Joshua Herdman         | Joshua Herdman         | Joshua Herdman                          | Joshua Herdman                     |
| Terence Higgs                                   | Will Theakston                 |                            |                             |                        |                        |                                         |                                    |
| Angelina Johnson                                | Danielle Tabor                 | Danielle Tabor             | Danielle Tabor              | Tiana Benjamin         |                        |                                         |                                    |
| Leanne                                          |                                |                            |                             |                        |                        | Isabella Laughland (en)                 | Isabella Laughland (en)            |
| Lee Jordan                                      | Luke Youngblood                | Luke Youngblood            |                             |                        |                        |                                         |                                    |
| Neville Londubat                                | Matthew Lewis                  | Matthew Lewis              | Matthew Lewis               | Matthew Lewis          | Matthew Lewis          | Matthew Lewis                           | Matthew Lewis                      |
| Luna Lovegood                                   |                                |                            |                             |                        | Evanna Lynch           | Evanna Lynch                            | Evanna Lynch                       |
| Ernie Macmillan                                 |                                | Louis Doyle                |                             | Louis Doyle            |                        |                                         | Jamie Marks                        |
| Drago Malefoy                                   | Tom Felton                     | Tom Felton                 | Tom Felton                  | Tom Felton             | Tom Felton             | Tom Felton                              | Tom Felton                         |
| Cormac McLaggen                                 |                                |                            |                             |                        |                        | Freddie Stroma                          | Freddie Stroma                     |
| Pansy Parkinson                                 | Katharine Nicholson            |                            | Genevieve Gaunt             |                        |                        | Scarlett Byrne                          | Scarlett Byrne                     |
| Padma Patil                                     |                                |                            | Sharon Sandhu               | Afshan Azad            | Afshan Azad            | Afshan Azad                             | Afshan Azad                        |
| Parvati Patil                                   |                                |                            | Sitara Shah                 | Shefali Chowdhury      | Shefali Chowdhury      | Shefali Chowdhury                       | Shefali Chowdhury                  |
| Adrian Pucey                                    | Scot Fearn                     | Scot Fearn                 |                             |                        |                        |                                         |                                    |
| Zacharias Smith                                 |                                |                            |                             |                        | Nick Shirm             |                                         |                                    |
| Alicia Spinnet                                  | Leilah Sutherland              | Rochelle Douglas           |                             |                        |                        |                                         |                                    |
| Dean Thomas                                     | Alfred Enoch                   | Alfred Enoch               | Alfred Enoch                | Alfred Enoch           | Alfred Enoch           | Alfred Enoch                            | Alfred Enoch                       |
| Romilda Vane                                    |                                |                            |                             |                        |                        | Anna Shaffer                            | Anna Shaffer                       |
| Fred Weasley                                    | James Phelps                   | James Phelps               | James Phelps                | James Phelps           | James Phelps           | James Phelps                            | James Phelps                       |
| George Weasley                                  | Oliver Phelps                  | Oliver Phelps              | Oliver Phelps               | Oliver Phelps          | Oliver Phelps          | Oliver Phelps                           | Oliver Phelps                      |
| Ginny Weasley                                   | Bonnie Wright                  | Bonnie Wright              | Bonnie Wright               | Bonnie Wright          | Bonnie Wright          | Bonnie Wright                           | Bonnie Wright                      |
| Nigel Wolpert                                   |                                |                            |                             | William Melling        | William Melling        | William Melling                         | William Melling                    |
| Blaise Zabini                                   |                                |                            |                             |                        |                        | Louis Cordice                           | Louis Cordice                      |
| Mangemorts                                      |                                |                            |                             |                        |                        |                                         |                                    |
| Regulus Black                                   |                                |                            |                             |                        |                        | Tom Moorcroft                           |                                    |
| Alecto Carrow                                   |                                |                            |                             |                        |                        | Suzie Toase                             | Suzie Toase                        |
| Amycus Carrow                                   |                                |                            |                             |                        |                        | Ralph Ineson                            | Ralph Ineson                       |
| Bartemius Croupton Jr.                          |                                |                            |                             | David Tennant          |                        |                                         |                                    |
| Antonin Dolohov                                 |                                |                            |                             |                        | Richard Cubison        |                                         | Arben Bajraktaraj                  |
| Fenrir Greyback                                 |                                |                            |                             |                        |                        | Dave Legeno                             | Dave Legeno                        |
| Bellatrix Lestrange                             |                                |                            |                             |                        | Helena Bonham Carter   | Helena Bonham Carter                    | Helena Bonham Carter               |
| Rodolphus Lestrange                             |                                |                            |                             |                        | Aber Bajraktaraj       |                                         | Aber Bajraktaraj                   |
| Walden Macnair                                  |                                |                            |                             |                        | Peter Best             | Peter Best                              | Peter Best                         |
| Lucius Malefoy                                  |                                | Jason Isaacs               |                             | Jason Isaacs           | Jason Isaacs           | Jason Isaacs                            | Jason Isaacs                       |
| Narcissa Malefoy                                |                                |                            |                             |                        |                        | Helen McCrory                           | Helen McCrory                      |
| Peter Pettigrow                                 |                                |                            | Timothy Spall               | Timothy Spall          | Timothy Spall          | Timothy Spall                           | Timothy Spall                      |
| Thorfinn Rowle                                  |                                |                            |                             |                        |                        | Rod Hunt                                | Rod Hunt                           |
| Scabior                                         |                                |                            |                             |                        |                        |                                         | Nick Moran                         |
| Travers                                         |                                |                            |                             |                        | Tav MacDougall         |                                         |                                    |
| Yaxley                                          |                                |                            |                             |                        |                        | John Paul Castrianni                    | Peter Mullan                       |
| Lord Voldemort                                  | Richard Bremmer[J] Ian Hart[V] | Christian Coulson[A]       |                             | Ralph Fiennes          | Ralph Fiennes          | Hero Fiennes-Tiffin[J] Frank Dillane[A] | Ralph Fiennes                      |
| Employés du Ministère de la Magie               |                                |                            |                             |                        |                        |                                         |                                    |
| Amelia Bones                                    |                                |                            |                             |                        | Sian Thomas            | Sian Thomas                             | Sian Thomas                        |
| Reg Cattermole                                  |                                |                            |                             |                        |                        |                                         | Steffan Rhodri                     |
| Barty Croupton Sr.                              |                                |                            |                             | Roger Lloyd-Pack       |                        |                                         |                                    |
| John Dawlish                                    |                                |                            |                             |                        | Richard Leaf           |                                         |                                    |
| Amos Diggory                                    |                                |                            |                             | Jeff Rawle             |                        |                                         |                                    |
| Cornelius Fudge                                 |                                | Robert Hardy               | Robert Hardy                | Robert Hardy           | Robert Hardy           |                                         |                                    |
| Mafalda Hopkirk                                 |                                |                            |                             |                        | Jessica Hynes[V]       |                                         | Sophie Thompson                    |
| Dolores Ombrage                                 |                                |                            |                             |                        | Imelda Staunton        |                                         | Imelda Staunton                    |
| Albert Runcorn                                  |                                |                            |                             |                        |                        |                                         | David O'Hara                       |
| Rufus Scrimgeour                                |                                |                            |                             |                        |                        |                                         | Bill Nighy                         |
| Pius Thicknesse                                 |                                |                            |                             |                        |                        |                                         | Guy Henry                          |
| Vendeur de journaux                             |                                |                            |                             |                        | Jamie Wolpert          |                                         |                                    |
| Percy Weasley                                   | Chris Rankin                   | Chris Rankin               | Chris Rankin                |                        | Chris Rankin           |                                         | Chris Rankin                       |
| Membres de l'Ordre du Phénix                    |                                |                            |                             |                        |                        |                                         |                                    |
| Sirius Black                                    |                                |                            | Gary Oldman                 | Gary Oldman            | Gary Oldman            |                                         | Gary Oldman                        |
| Dedalus Diggle                                  | David Brett                    |                            |                             |                        |                        |                                         |                                    |
| Elphias Doge                                    |                                |                            |                             |                        | Peter Cartwright       |                                         | David Ryall                        |
| Abelforth Dumbledore                            |                                |                            |                             |                        | Jim McManus            |                                         | Ciarán Hinds                       |
| Arabella Figg                                   |                                |                            |                             |                        | Kathryn Hunter         |                                         |                                    |
| Mondingus Fletcher                              |                                |                            |                             |                        |                        |                                         | Andy Linden                        |
| Remus Lupin                                     |                                |                            | David Thewlis               |                        | David Thewlis          | David Thewlis                           | David Thewlis                      |
| Alice Londubat                                  |                                |                            |                             |                        | Lisa Wood              |                                         |                                    |
| Frank Londubat                                  |                                |                            |                             |                        | James Payton           |                                         |                                    |
| Alastor Maugrey                                 |                                |                            |                             | Brendan Gleeson        | Brendan Gleeson        |                                         | Brendan Gleeson                    |
| James Potter                                    | Adrian Rawlins                 | Adrian Rawlins             | Adrian Rawlins              | Adrian Rawlins         | Adrian Rawlins         |                                         | Adrian Rawlins                     |
| Lily Potter                                     | Geraldine Somerville           | Geraldine Somerville       | Geraldine Somerville        | Geraldine Somerville   | Geraldine Somerville   | Geraldine Somerville                    | Geraldine Somerville               |
| Kingsley Shacklebolt                            |                                |                            |                             |                        | George Harris          |                                         | George Harris                      |
| Nymphadora Tonks                                |                                |                            |                             |                        | Natalia Tena           | Natalia Tena                            | Natalia Tena                       |
| Emmeline Vance                                  |                                |                            |                             |                        | Brigitte Millar        |                                         |                                    |
| Arthur Weasley                                  |                                | Mark Williams              | Mark Williams               | Mark Williams          | Mark Williams          | Mark Williams                           | Mark Williams                      |
| Bill Weasley                                    |                                |                            | Richard Fish                |                        |                        |                                         | Domhnall Gleeson                   |
| Charlie Weasley                                 |                                |                            | Alex Crockford              |                        |                        |                                         |                                    |
| Molly Weasley                                   | Julie Walters                  | Julie Walters              | Julie Walters               |                        | Julie Walters          | Julie Walters                           | Julie Walters                      |
| Moldus                                          |                                |                            |                             |                        |                        |                                         |                                    |
| Frank Bryce                                     |                                |                            |                             | Eric Sykes             |                        |                                         |                                    |
| Mme Cole                                        |                                |                            |                             |                        |                        | Amelda Brown                            |                                    |
| Dudley Dursley                                  | Harry Melling                  | Harry Melling              | Harry Melling               |                        | Harry Melling          |                                         | Harry Melling                      |
| Marjorie Dursley                                |                                |                            | Pam Ferris                  |                        |                        |                                         |                                    |
| Petunia Dursley                                 | Fiona Shaw                     | Fiona Shaw                 | Fiona Shaw                  |                        | Fiona Shaw             |                                         | Fiona Shaw                         |
| Vernon Dursley                                  | Richard Griffiths              | Richard Griffiths          | Richard Griffiths           |                        | Richard Griffiths      |                                         | Richard Griffiths                  |
| M. Granger                                      |                                | Tom Knight                 |                             |                        |                        |                                         | Ian Kelly                          |
| Mme Granger                                     |                                | Heather Bleasdale          |                             |                        |                        |                                         | Michelle Fairley                   |
| M. Mason                                        |                                | Jim Norton                 |                             |                        |                        |                                         |                                    |
| Mme Mason                                       |                                | Veronica Clifford          |                             |                        |                        |                                         |                                    |
| Piers Polkiss                                   |                                |                            |                             |                        | Jason Boyd             |                                         |                                    |
| Garde de sécurité à la gare de King's Cross     | Harry Taylor                   | Harry Taylor               |                             |                        |                        |                                         | Harry Taylor                       |
| Météorologue                                    |                                |                            |                             |                        | Miles Jupp             |                                         |                                    |
| Serveuse                                        |                                |                            |                             |                        |                        | Elarica Gallacher                       | Eva Alexander                      |
| Sorciers et sorcières étrangers                 |                                |                            |                             |                        |                        |                                         |                                    |
| Fleur Delacour                                  |                                |                            |                             | Clémence Poésy         |                        |                                         | Clémence Poésy                     |
| Gabrielle Delacour                              |                                |                            |                             | Angelica Mandy         |                        |                                         | Angelica Mandy                     |
| Gregorovitch                                    |                                |                            |                             |                        |                        |                                         | Rade Šerbedžija                    |
| Gellert Grindelwald                             |                                |                            |                             |                        |                        |                                         | Jamie Campbell Bower Michael Byrne |
| Igor Karkaroff                                  |                                |                            |                             | Predrag Bjelac         |                        |                                         |                                    |
| Assistant de Karkaroff                          |                                |                            |                             | Tolga Safer            |                        |                                         |                                    |
| Viktor Krum                                     |                                |                            |                             | Stanislav Ianevski     |                        |                                         | Stanislav Ianevski                 |
| Olympe Maxime                                   |                                |                            |                             | Frances de la Tour     |                        |                                         | Frances de la Tour                 |
| Autres sorciers du monde magique                |                                |                            |                             |                        |                        |                                         |                                    |
| Mr Barjow                                       |                                | Edward Tudor-Pole          |                             |                        |                        |                                         |                                    |
| Bozo, le photographe de Rita Skeeter            |                                |                            |                             | Robert Wilfort         |                        |                                         |                                    |
| Ernie Danlmur                                   |                                |                            | Jimmy Gardner               |                        |                        |                                         |                                    |
| Ariana Dumbledore                               |                                |                            |                             |                        |                        |                                         | Hebe Beardsall                     |
| Femme de ménage au Chaudron Baveur              |                                |                            | Abby Ford                   |                        |                        |                                         |                                    |
| Journaliste de la Gazette du Sorcier            |                                | Peter O'Farrell            |                             |                        |                        |                                         |                                    |
| Tante Muriel                                    |                                |                            |                             |                        |                        |                                         | Matyelok Gibbs                     |
| Xenophilius Lovegood                            |                                |                            |                             |                        |                        |                                         | Rhys Ifans                         |
| Mr Ollivander                                   | John Hurt                      |                            |                             |                        |                        |                                         | John Hurt                          |
| Stan Rocade                                     |                                |                            | Lee Ingleby                 |                        |                        |                                         |                                    |
| Madame Rosmerta                                 |                                |                            | Julie Christie              |                        |                        |                                         |                                    |
| Rita Skeeter                                    |                                |                            |                             | Miranda Richardson     |                        |                                         | Miranda Richardson                 |
| Tom, le barman                                  | Derek Deadman                  |                            | Jim Tavaré                  |                        |                        |                                         |                                    |
| Bathilda Tourdesac                              |                                |                            |                             |                        |                        |                                         | Hazel Douglas                      |
| Autres non-humains                              |                                |                            |                             |                        |                        |                                         |                                    |
| Aragog                                          |                                | Julian Glover[V]           |                             |                        |                        | Caméo                                   |                                    |
| Bane                                            |                                |                            |                             |                        | Jason Piper            |                                         |                                    |
| Bogrod                                          |                                |                            |                             |                        |                        |                                         | Jon Key                            |
| Dobby                                           |                                | Toby Jones[V]              |                             |                        |                        |                                         | Toby Jones[V]                      |
| Firenze                                         | Ray Fearon[V]                  |                            |                             |                        |                        |                                         | Ray Fearon[V]                      |
| Gobelin au guichet de Gringotts                 | Warwick Davis                  |                            |                             |                        |                        |                                         | Rusty Goffe                        |
| Graup                                           |                                |                            |                             |                        | Tony Maudsley          |                                         |                                    |
| Gripsec                                         | Verne Troyer                   |                            |                             |                        |                        |                                         | Warwick Davis                      |
| Kreattur                                        |                                |                            |                             |                        | Timothy Bateson[V]     |                                         | Simon McBurney[V]                  |
| Magorian                                        |                                |                            |                             |                        | Michael Wildman        |                                         |                                    |
| Sanguini                                        |                                |                            |                             |                        |                        | Charlie Bennison                        |                                    |
| Tête réduite                                    |                                |                            | Lenny Henry[V]              |                        |                        |                                         |                                    |

## Autres acteurs

### Jason Boyd
Jason Boyd, né le 29 septembre 1989 est un acteur britannique qui tient le rôle de Piers Polkiss, le meilleur ami de Dudley Dursley dans Harry Potter et l'Ordre du Phénix.
« Jason Boyd » (présentation), sur l'Internet Movie Database

### David Brett
David Brett interprète Dedalus Diggle dans Harry Potter à l'école des sorciers, Harry le rencontre au Chaudron Baveur. Il n'est cependant pas crédité au générique et ne reprend pas son rôle dans Harry Potter et l'Ordre du Phénix et Harry Potter et les Reliques de la Mort alors qu'il est présent dans les livres en tant que membre de l'Ordre du Phénix.

### David Churchyard
David Churchyard joua Miles Bletchley dans Harry Potter et la Chambre des secrets. IMDb le cite aussi cadreur pour des films comme Troie ou Charlie et la Chocolaterie
« David Churchyard » (présentation), sur l'Internet Movie Database

### Benedict Clarke
Benedict Clarke, né le 5 décembre 1996, interprète Severus Rogue enfant dans le film Harry Potter et les Reliques de la Mort, partie 2. Il a fait quelques apparitions depuis 2011 dans des courts-métrages.
« Benedict Clarke » (présentation), sur l'Internet Movie Database

### Eleanor Columbus
Eleanor Columbus est une actrice américaine, connue pour tenir le rôle de Susan Bones dans les films Harry Potter. Elle est également la fille du réalisateur des deux premières adaptations cinématographiques des livres Harry Potter, Chris Columbus. Elle joua le rôle de la fille de Robin Williams dans le In Search of Dr. Seuss.
De nationalité américaine, elle fut délibérément acceptée par son père dans le rôle mineur de Susan Bones.
« Eleanor Columbus » (présentation), sur l'Internet Movie Database

### Alex Crockford
Alex Crockford, né le 28 mars 1984 joua Charlie Weasley dans le film Harry Potter et le Prisonnier d'Azkaban. Il ne figurera que sur la photo de la famille entière des Weasley sur la une du journal La Gazette du Sorcier. Il n'interprète plus ce rôle dans les films suivants, bien que les livres donnent plus d'importance au personnage. De même, bien que mentionné, il n'apparut ni dans le premier ni dans le quatrième film.

### Richard Cubison
Richard Cubison est un acteur britannique connu pour tenir le rôle d'un Mangemort dans le film Harry Potter et l'Ordre du Phénix et pour avoir joué également dans Oscar Wilde (Wilde) de Brian Gilbert.
« Richard Cubison » (présentation), sur l'Internet Movie Database

### Emily Dale
Emily Dale a été découverte en 2001 dans les films Harry Potter où elle tient le rôle de Katie Bell, la poursuiveuse de l'équipe de Quidditch de Gryffondor. C'est actuellement le seul rôle à son actif.
« Emily Dale » (présentation), sur l'Internet Movie Database

### Rochelle Douglas
Rochelle Douglas joua Alicia Spinnet, poursuiveuse de l'équipe de Gryffondor de Quidditch, dans Harry Potter et la Chambre des secrets
« Rochelle Douglas » (présentation), sur l'Internet Movie Database

### Louis Doyle
Pour les articles homonymes, voir Doyle.
Louis Doyle, dit Gouey Louis est un acteur britannique.
Il est connu pour jouer Ernie MacMillan dans les films Harry Potter. Il est aussi un membre d'un groupe du sud de Londres, The Cadets qui jouent entre autres Just Settle Down et Things to Say.
« Louis Doyle » (présentation), sur l'Internet Movie Database

### William Dunn
William Dunn, né le 26 mai 1996 est un acteur britannique qui tient le rôle de James Sirius Potter, le fils ainé de Harry Potter dans Harry Potter et les Reliques de la Mort, partie 2.
« William Dunn » (présentation), sur l'Internet Movie Database

### Arthur Bowen
Arthur Bowen, né le 14 avril 1998 à Oxford est un acteur britannique qui tient le rôle d'Albus Severus Potter, le second fils de Harry Potter dans Harry Potter et les Reliques de la Mort, partie 2.
« Arthur Bowen » (présentation), sur l'Internet Movie Database

### Mike Edmonds
Mike Edmonds est né en 1944 à Chelmsford dans le comté d'Essex, en Angleterre. Il interprète le rôle d'un gobelin dans Harry Potter et les Reliques de la Mort (film).

### Scot Fearn
Scot Fearn, né le 27 octobre 1983 à Londres (Angleterre) joua Adrian Pucey dans les deux premiers films Harry Potter. Par coïncidence, il est né le même jour que Jamie Yeates qui joue l'un des membres de l'équipe de Quidditch de Serpentard, Marcus Flint. Scot est également apparu dans deux épisodes de la série The Bill.
« Scot Fearn » (présentation), sur l'Internet Movie Database

### Genevieve Gaunt
Genevieve Gaunt est une actrice néerlando-britannique qui incarna le rôle de Pansy Parkinson dans le film Harry Potter et le Prisonnier d'Azkaban.
Elle est elle-même la fille de deux acteurs néerlandais : Frederik de Groot et Fiona Gaunt.

### Rusty Goffe
Rusty Goffe est un acteur britannique qui joue le gobelin au guichet de Gringotts dans Harry Potter et les Reliques de la Mort.

### Alec Hopkins
Alec Hopkins est un acteur britannique.
Il fut choisi pour interpréter le jeune Severus Rogue, dans la Pensine d'Albus Dumbledore. Il a d'ailleurs accordé une interview avec Newbury Today dans laquelle il révèle avoir eu des contacts avec Alan Rickman, qui joue la version adulte de Severus Rogue.
« Alec Hopkins » (présentation), sur l'Internet Movie Database

### Rod Hunt
Rod Hunt tient le rôle de Thorfinn Rowle dans la saga Harry Potter depuis le film Harry Potter et le Prince de sang-mêlé.
« Rod Hunt » (présentation), sur l'Internet Movie Database

### Jon Key
Jon Key est un acteur britannique qui interprète le rôle de Bogrod, le gobelin de Gringotts dans le film Harry Potter et les Reliques de la Mort, partie 2.
Il a aussi prêté sa voix au personnage dans le jeu vidéo.

### Henry Lloyd-Hughes
Henry Lloyd-Hughes est un acteur britannique.
Il est essentiellement connu pour son rôle de Roger Davies dans les films Harry Potter. Il a également joué dans un épisode de la série La Loi de Murphy en 2003 et dans le téléfilm britannique The Rotters' Club en 2005. Il incarne Ralph Whelan dans la série Indian Summers diffusée par la BBC depuis 2015. Il apparait en 2016 dans le film Insaisissable 2 et en 2020 dans The English Game de Julian Fellowes (6 épisodes).
« Henry Lloyd-Hughes » (présentation), sur l'Internet Movie Database

### Richard Macklin
Richard Macklin est un acteur britannique qui joue Malcolm, un ami de Dudley Dursley dans le film Harry Potter et l'Ordre du Phénix.
« Richard Macklin » (présentation), sur l'Internet Movie Database

### Sally Mortemore
Sally Mortemore est une actrice britannique, surtout connue pour interpréter Irma Pince dans les films Harry Potter.
« Sally Mortemore » (présentation), sur l'Internet Movie Database

### Ryan Nelson
Ryan Nelson joua un élève de Serdaigle dans le film Harry Potter et l'Ordre du Phénix. Bien que ce ne soit pas encore confirmé par Warner Bros., il jouerait Michael Corner.

### Katharine Nicholson
Katharine Nicholson est une actrice britannique qui joua Pansy Parkinson dans Harry Potter à l'école des sorciers.

### Gemma Padley
Gemma Padley joua Pénélope Deauclaire, la petite amie de Percy Weasley dans le film Harry Potter et la Chambre des secrets. Elle a aussi fait quelques apparitions dans des productions mineures.
« Gemma Padley » (présentation), sur l'Internet Movie Database

### Edward Randell
Edward Randell, né le 2 juillet 1988 à Londres, joua Justin Finch-Fletchley dans Harry Potter et la Chambre des secrets.
Il étudia à la Westminster School à Londres, la même école que plusieurs personnalités des films Harry Potter comme Alfred Enoch (Dean Thomas), Christian Coulson (Tom Jedusor), David Heyman (Le producteur) et Helena Bonham Carter (Bellatrix Lestrange).
« Edward Randell » (présentation), sur l'Internet Movie Database

### Triplés Saunders
Les triplés Saunders sont trois frères qui jouèrent Harry Potter, lorsqu’il était bébé dans Harry Potter à l'école des sorciers. Il est pratiquement impossible de les différencier et ne sont pas crédités individuellement.

### Sitara Shah
Sitara Shah joua Parvati Patil dans Harry Potter et le Prisonnier d'Azkaban.
« Sitara Shah » (présentation), sur l'Internet Movie Database

### Nick Shirm
Nick Shirm est un acteur britannique.
Après avoir étudié à Dame Alice Owens School dans le North London, il commença sa carrière d'acteur dans le film Sixty Six. Il fut aussi choisi pour interpréter Zacharias Smith, élève de Poufsouffle dans le film Harry Potter et l'Ordre du Phénix.
« Nick Shirm » (présentation), sur l'Internet Movie Database

### Charlotte Skeoch
Charlotte Skeoch est une actrice britannique.
Elle est principalement connue pour son rôle de Hannah Abbot dans les films Harry Potter.
Skeoch étudie actuellement dans le comté de Surrey.
« Charlotte Skeoch » (présentation), sur l'Internet Movie Database

### Susie Shinner
Susie Shinner tient le rôle de la jeune Lily Potter dans Harry Potter et l'Ordre du Phénix
« Liste des acteurs des films Harry Potter » (fiche bio), sur Allociné

### Jennifer Smith
Jennifer Smith joua Lavande Brown dans Harry Potter et le Prisonnier d'Azkaban.
« Jennifer Smith » (présentation), sur l'Internet Movie Database

### Helen Stuart
Helen Stuart joua Millicent Bulstrode dans Harry Potter et la Chambre des secrets où elle peut être aperçue aux côtés de Crabbe et Goyle, en arrière-plan.
« Helen Stuart » (présentation), sur l'Internet Movie Database

### Leilah Sutherland
Leilah Sutherland, née le 22 mars 1985 joua Alicia Spinnet dans Harry Potter à l'école des sorciers mais fut remplacée par Rochelle Douglas le film suivant.
« Leilah Sutherland » (présentation), sur l'Internet Movie Database

### Danielle Tabor
Danielle Tabor, parfois créditée sous le nom de Danielle Taylor, joua Angelina Johnson dans les trois premiers films Harry Potter mais fut remplacée par Tiana Benjamin par la suite.
« Danielle Tabor » (présentation), sur l'Internet Movie Database

### Harry Taylor
Harry Taylor est un acteur britannique et membre de la compagnie des transports, il interprète le rôle du chef de gare de King's Cross dans les deux premiers films de la saga, il reprend le rôle dans Harry Potter et les Reliques de la Mort, partie 2 pour l'épilogue, 19 ans plus tard. Il a aussi été le chauffeur d'Helena Bonham Carter et de Chris Columbus[réf. souhaitée].

### James Utechin
James Utechin, né le 26 octobre 1989, est un acteur britannique, vivant à Oxford.
Il jouera dans le cinquième film de la saga Harry Potter, Harry Potter et l'Ordre du Phénix, en tant que le jeune Remus Lupin.
« James Utechin » (présentation), sur l'Internet Movie Database

### Sœurs Willhemson
Olivia Willhemson née le 24 janvier 1984, est une actrice britannique, vivant à Londres. Elle est essentiellement connue pour avoir interprété le rôle de Miranda Faucett dans les trois premiers films Harry Potter.
Jena Willhemson née le 18 juin 1989, est une actrice britannique, vivant à Londres. Elle est essentiellement connue pour avoir interprété le rôle de Rose Zeller dans Harry Potter et l'Ordre du Phénix

### Jamie Yeates
Jamie Yeates, né le 27 octobre 1983 à Londres (Angleterre), joua Marcus Flint dans les deux premiers films Harry Potter. Il est d'ailleurs né le même jour que Scot Fearn.
« Jamie Yeates » (présentation), sur l'Internet Movie Database